# Diecéze Viana do Castelo
Diecéze Viana do Castelo (latinsky Dioecesis Vianensis Castelli) je římskokatolická diecéze na území Portugalska se sídlem ve městě Viana do Castelo a s katedrálou P. Marie Větší. Je sufragánní diecézí vůči arcidiecézi Braga.

## Historie
Oblast současného distriktu Viana do Castelo původně patřila k rozsáhlé arcidiecézi Braga. Někdy v 6. století vznikla diecéze Tui, jíž byla oblast podřízena. Po osamostatnění Portugalska se diecéze ocital na území dvou států, od konce 14. století bývali jmenováni administrátoři portugalské části, často vysvěcení na biskupy a nesoucí titul „biskupové Tui v portugalské části“. V letech 1421–1512 byla součástí diecéze Ceuta, pak náležela k arcidiecézi Braga, ale vždy měla vlastního vikáře, atém[ujasnit] i jistou církevní samostatnost. Už v roce 1545 se odehrál první pokus o zřízení samostatné diecéze, a po sérii dalších ve 20. století (1926, 1941, 1943 a 1963) byla diecéze založena v roce 1977 vyčleněním části arcidiecéze Braga, jíž byla podřízena jako sufragánní.